# Hendrik Adriaan Toonen
Hendrik („Rik”) Adriaan Toonen (ur. 21 maja 1954 w Arnhem w Geldrii) – były holenderski piłkarz wodny. Zdobywca brązowego medalu na Letnich Igrzyskach Olimpijskich w Montrealu.